# A propósito de Buñuel
A propósito de Buñuel es un documental dirigido por José Luis López-Linares y Javier Rioyo sobre la vida del director de cine Luis Buñuel estrenado el 22 de febrero de 2000.

## Comentario
La película se sirve de fragmentos de las películas de Buñuel, de fotografías y documentos —algunos inéditos—, de vídeos caseros del propio Buñuel, fragmentos de su autobiografía El último suspiro (1982) —leídos en voz en off por el actor Pepe Sancho—, y de setenta horas de grabación en París, Nueva York, Los Ángeles y Ciudad de México, que recaban el testimonio de personas que le conocieron, como Pepín Bello, Manuel Mindán Manero, Emilio Sanz de Soto, Carlos Saura, Pere Portabella, Francisco Rabal, Silvia Pinal, Katy Jurado, Lucía Bosé, Michel Piccoli, Ángela Molina, Carole Bouquet, su esposa Jeanne Rucar y su coguionista Jean-Claude Carrière, o de especialistas en su obra para indagar en la personalidad y el espíritu de la obra del cineasta calandino, partiendo de conocimientos académicos (el guion es de Agustín Sánchez Vidal, catedrático de Historia del Cine de la Universidad de Zaragoza y especialista en la obra de Buñuel) y alejándose de la mitificación del personaje típica del biopic.
Este estudio biográfico filmado evita caer en el tópico de incardinar su obra en la militancia en el surrealismo francés para analizar sus orígenes en Calanda, como hijo de un potentado que hizo fortuna en Cuba y pudo permitirse una educación de élite en la Residencia de Estudiantes junto a otros intelectuales de la generación del 27 como Federico García Lorca. Según señala Carlos Fuentes en el documental, cuando el grupo surrealista comenzó a derivar hacia posiciones políticas, Buñuel indagó en los aspectos surrealistas de la tradición cultural hispánica —la picaresca, la Celestina, Cervantes, Valle Inclán— (como hizo Max Ernst en la alemana con los cuentos de hadas y leyendas épicas) y los integró en el surrealismo ortodoxo de Breton, que era solo una idea, encontrando por esa vía un surrealismo de un peso inesperado por este aporte. También indaga en el sentido de la religiosidad de Buñuel y del erotismo de su obra.
Se dibuja la personalidad del artista, sordo y cabezota como su compatriota Francisco de Goya, con quien se establecen claros paralelismos. Pese al rigor con que se trata su biografía, los autores declararon que su objetivo no era realizar una película para cinéfilos, sino para que pudiera disfrutarlo el gran público. Se pretende, en fin, desmitificar la idea de un creador solo accesible para espectadores que conocen sus claves, para fetichistas; pues su idea del cine era la del entretenimiento y la fascinación, y siempre según los autores del documental, Buñuel realizaba películas divertidas, interesantes y audaces, rechazando solo lo intrascendente o banal. López-Linares afirma que Luis Buñuel «aprendió a vivir con sus contradicciones. La contradicción es esencial en Buñuel». Su principal discípulo, el cineasta Carlos Saura, valoró A propósito de Buñuel como una obra donde se destaca su mundo personal, su surrealismo ibérico y mordaz, violento y sensible a la vez.